# Бернина (регион)
Регион Бернина (нем. Region Bernina, итал. Regione Bernina) — регион швейцарского кантона Граубюнден, учрежденный 1 января 2016 года в результате региональной реформы кантона Граубюнден. Был образован из бывшего округа Бернина.
Административный центр находится в коммуне Поскьяво.

## География
Самой высокой точкой региона считается гора Пиц Палю (3901 м).
Через регион протекает река Поскьявино, также протекающая через долину Пушлав.
Регион Бернина граничит с регионом Малоя на северо-западе, и с Италией (провинция Сондрио) на севере, востоке, юге и западе.

## Административное деление
Регион Альбула состоит из 2 муниципалитетов.
| № | Герб | Название | Население | Площадь на км² |
| - | ---- | -------- | --------- | -------------- |
| 1 |      | Брусио   | 1124      | 46,3           |
| 2 |      | Поскьяво | 3460      | 191,01         |